# Dremel
Dremel ist ein Markenname für Elektrowerkzeuge, unter dem der Geschäftsbereich Power Tools der Robert Bosch GmbH kleine Geradschleifer und andere Elektrowerkzeuge für feine handwerkliche Tätigkeiten und Bastelarbeiten verkauft.
Dremel wurde bekannt durch kleine und leichte Geradschleifer für Handwerker und Bastler, die vom Unternehmen selber als schnelldrehende Multifunktionswerkzeuge bezeichnet werden und unter anderem für Arbeiten im Modellbau sowie kunsthandwerkliche Tätigkeiten verwendet werden. 
Dremel bietet eine Vielzahl von kleinen Werkzeugen an, mit denen die Geräte etwa zum Bohren, Fräsen, Gravieren, Sägen, Polieren und Schleifen eingesetzt werden können. Das Arbeiten geschieht ähnlich wie in der Zahntechnik; mit oder ohne Handstück werden die schnell rotierenden Werkzeuge entlang des Werkstücks geführt. In der Regel ist es möglich, die Motordrehzahl am Gerät oder an dessen Netzteil einzustellen.
Angeboten werden zusätzlich auch kleine Heimwerkergeräte wie etwa Heißklebepistolen, Gravierer, Gaslötkolben bzw. Butan-Brenner, Kreissägen mit Winkelgetriebe, Dekupiersägen und ein mit kleinen Bürsten bestücktes Reinigungsgerät.
Bis zum Jahr 2019 wurden auch 3D-Drucker angeboten.

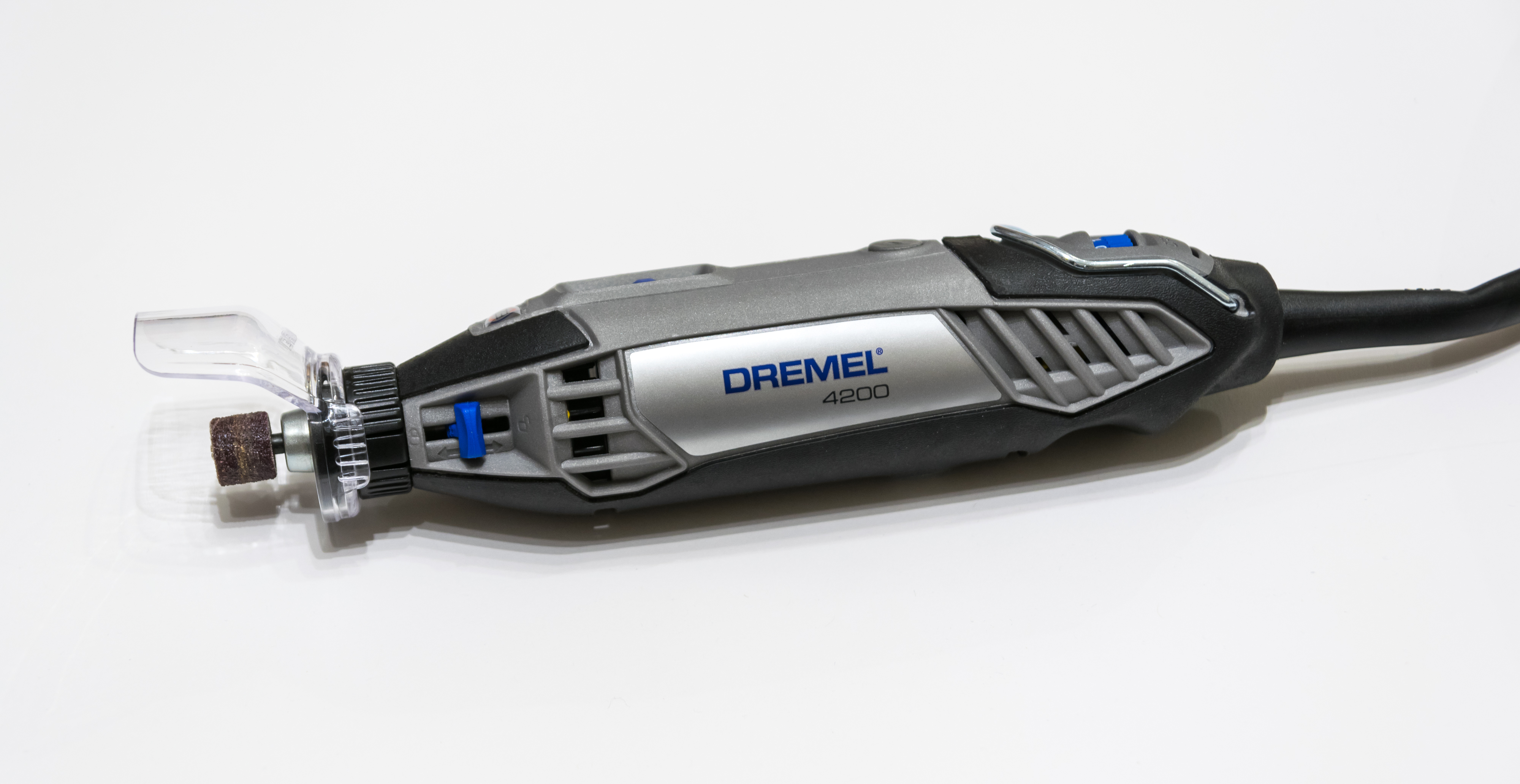
Multifunktionswerkzeug Dremel 4200

## Das MultifunktionswerkzeugDremel
Zur Befestigung am Dremel besitzen die Rotationswerkzeuge eine Rundachse, die am Handstück in eine Spannzange eingespannt wird; Konus und Gegenkonus werden durch axiales Verschrauben der Überwurfkappe gespannt. Die Motorenachse lässt sich dazu über einen federnden Knopf am Handstück gegen Mitdrehen verriegeln. Verwenden lassen sich Spannzangen für Rundachsen mit den Durchmessern 0,8, 1,6, 2,4 und 3,2 mm, das entspricht 1/32, 1/16, 3/32 und 1/8 Zoll.

## Geschichte
1932 gründete der mittellose österreichische Auswanderer Albert J. Dremel die Dremel Company in Racine, Wisconsin, USA, wo das Unternehmen bis heute ansässig ist.
Laut Unternehmensangaben verwendete das US-amerikanische Verteidigungsministerium Dremel-Produkte beim Bau der ersten Atombombe. 1993 erwarb die Robert Bosch GmbH Dremel und verschmolz es 2003 auf die Robert Bosch Tool Corporation.

## Rezeption
In den Vereinigten Staaten soll jeder zehnte Haushalt ein Multifunktionswerkzeug von Dremel besitzen und to dremel als Verb bekannt sein.